# Cobitis choii
Cobitis choii är en fiskart som beskrevs av Kim och Son, 1984. Cobitis choii ingår i släktet Cobitis och familjen nissögefiskar. Inga underarter finns listade i Catalogue of Life.